# Logodaj
Logodaj (în bulgară Логодаж) este un sat  în Obștina Blagoevgrad, Regiunea Blagoevgrad, Bulgaria.

## Demografie
Componența etnică a satului Logodaj
     Bulgari (96,35%)
     Nicio identificare (3,64%)
     Altele (0%)
La recensământul din 2011, populația satului Logodaj era de 274 locuitori. Din punct de vedere etnic, majoritatea locuitorilor (96,35%) erau bulgari. Pentru 3,64% din locuitori nu este cunoscută apartenența etnică.